# ولادیمیر کوزما
ولادیمیر کوزما (رومانیایی: Vladimir Cosma؛ زادهٔ ۱۳ آوریل ۱۹۴۰) موسیقی‌دان، آهنگساز، رهبر ارکستر و نوازندهٔ ویولن رومانیایی‌الاصل اهل فرانسه است. وی از سال ۱۹۶۸ میلادی تاکنون مشغول فعالیت بوده‌است.
او در خانواده‌ای اهل موسیقی زاده شد. پدرش «تئودور کوزما» یک نوازنده پیانو، مادرش یک نویسنده و آهنگساز، عمویش «ادگار کوزما» آهنگساز و رهبر ارکستر و مادربزرگش نیز نوازنده پیانو و از شاگردان فروچو بوزونی بود.
از فیلم‌ها یا مجموعه‌های تلویزیونی که وی در آن‌ها نقش داشته‌است، می‌توان به آزمایش‌های شهوانی فرانکنشتاین، کاترین و شرکا، حیوان، دراکولای پدر و پسر، اسباب‌بازی، ماجراهای دیوانه‌وار خاخام جیکوب، دوقلو، کمد و میشل استروگف اشاره نمود.
وی همچنین برندهٔ جوایزی همچون مدال، لژیون دونور شده‌است.